# Marais du Grand Hazé
Le marais du Grand Hazé est un espace naturel sensible classé Natura 2000 d'environ 200 hectares situé sur les communes de Briouze et de Bellou-en-Houlme, dans le département de l'Orne. C'est la plus vaste zone humide du département de l’Orne.

## Description
Situé dans une cuvette, le marais possède les paysages les plus divers : landes, prairies, étangs et tourbières.

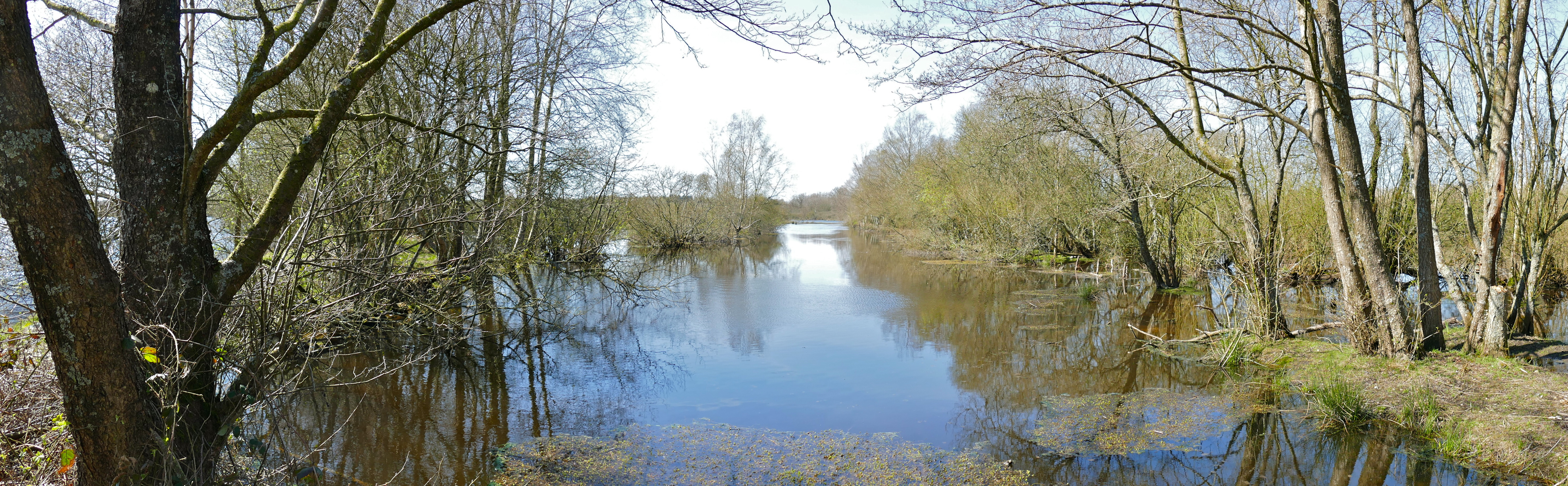
Marais du Grand Hazé, Briouze.

Il joue un rôle fondamental dans la régulation du cycle de l’eau et assure le maintien des habitats naturels et des espèces rares aux niveaux régional et européen. Citons pour exemple le Fluteau nageant ou la Grande douve pour les espèces végétales mais aussi de nombreux oiseaux, insectes, poissons, amphibiens et reptiles…ainsi que plusieurs espèces de chauves souris.
Le marais est en partie géré par pâturage extensif avec des chevaux camarguais et des  bovins écossais (Highland cattle).
Les légendes du marais de Briouze s'attachent à cet endroit.

## Intérêt du site
Plusieurs outils de protection de ce patrimoine sont en vigueur sur ce site : protection européenne par l'intermédiaire de Natura 2000, protection nationale via un arrêté préfectoral de protection de biotope et protection départementale en tant qu'espace naturel sensible de l'Orne.
De nombreuses structures associatives (Association faune et flore de l'Orne, associations de chasse, association de pêche, CPIE des Collines normandes, conservatoire des sites naturels de Normandie, …) ou institutionnelles (communes de Briouze et Bellou-en-Houlme, Conseil général, services de l'État) travaillent en partenariat depuis une vingtaine d’années[Quand ?] afin de préserver ce site, dont le patrimoine naturel est menacé par l'assèchement et le boisement[réf. nécessaire].
Le CPIE des Collines normandes y organise des visites pédagogiques.